# Краснознаменский (Кромской район)
Краснознаменский — опустевший поселок в Кромском районе Орловской области в составе Ретяжского сельского поселения.

## География
Находится в центральной части Орловской области на расстоянии приблизительно 17 км на юго-восток по прямой от районного центра поселка Кромы.

## История
В начале XX века поселок ещё не отмечался на картах. На карте 1941 года уже отмечен был как поселение с 12 дворами. По состоянию на 2020 год опустел.

## Население
Численность населения: 3 человека (русские 100 %) в 2002 году, 1 в 2010.